# Molanna blenda
Molanna blenda is een schietmot uit de familie Molannidae. De soort komt voor in het Nearctisch gebied.